# Боб Василь Іванович
Васи́ль Іва́нович Боб (1 січня 1917, село Холодівка, нині Тульчинського району Вінницької області — ?) — український спортсмен (важкоатлет), тренер із важкої атлетики. Заслужений тренер УРСР (1977).

## Життєпис
Учасник Другої світової війни. Нагороджений державними нагородами СРСР. Закінчив фізико-математичний факультет Криворізького педагогічного інституту (1937). У 1932—1951 проживав у Кривому Розі, від 1951 — у Вінниці. Захоплювався важкою атлетикою й брав участь у змаганнях. Від 1951 — тренер. Перший тренер олімпійського чемпіона (1976), триразового чемпіона світу (1974—1976) Петра Короля. Тренував також триразового рекордсмена світу (1951—1959) Анатолія Житецького.